# Groupement d'employeurs
 (mars 2021).
Pour les articles homonymes, voir Groupement.

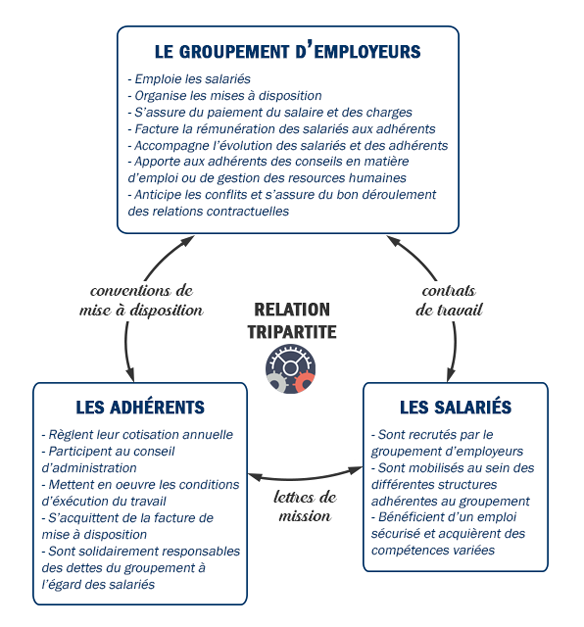
Relation tripartite s'établissant entre un groupement d'employeurs, ses adhérents et ses salariés

Un groupement d’employeurs est une structure juridique constituée par plusieurs personnes physiques ou morales évoluant dans le même bassin d'emploi (principalement des entreprises et des collectivités territoriales). Cette structure permet d'embaucher un salarié qui n'aurait pu être embauché par un membre du groupement seul. Un groupement d'employeurs ne peut pas être créé dans un but lucratif, il est constitué sous la forme d'une association ou d'une coopérative.
Conçu à l’origine pour le secteur agricole, ce mode de fonctionnement permet de ne recruter que pour une durée limitée, tout en permettant à la personne recrutée de bénéficier d'un contrat à temps complet. Le salarié d'un groupement d'employeurs travaille successivement dans chacune des structures membres du groupement.

## Le fonctionnement
Le groupement est l'employeur unique du salarié. Il s’assure du paiement des salaires et des charges puis re-facture la rémunération des salariés aux entreprises, majorée d’un montant destiné à couvrir ses frais de fonctionnement. Le coefficient de re-facturation est compris entre 1,6 et 1,9 du coût horaire net de la personne mise à disposition.
Le contrat de travail conclu avec un groupement d'employeurs garantit l’égalité de traitement en matière de rémunération, d’intéressement, de participation et d’épargne salariale entre le salarié du groupement et les salariés des adhérents.
Le groupement d’employeurs conclut avec ses adhérents un contrat de mise à disposition. Les adhérents sont responsables des conditions d’exécution du travail durant toute la durée de la mise à disposition du salarié.
Les adhérents participent au conseil d’administration du groupement d'employeurs par l’intermédiaire de leurs représentants. Ils sont solidairement responsables des dettes du groupement à l’égard de ses salariés. Les modalités de la solidarité entre les membres peuvent être définies dans les statuts ou le règlement intérieur du groupement.
Lorsque les adhérents de droit privé entrent dans le champ d'une même convention collective, cette convention est obligatoirement celle du groupement. Dans le cas contraire, le choix de la convention applicable appartient à l'ensemble des adhérents du groupement. Celle-ci doit néanmoins être adaptée aux classifications professionnelles, aux niveaux d’emploi des salariés ou à l’activité des différents adhérents.

## Les avantages pour les employeurs et les salariés
Un groupement d'employeurs permet à ses membres de disposer de salariés fidélisés et d'avoir une gestion maîtrisée des coûts liés à la gestion des salariés. Le dispositif présente également l'avantage d'accroître les échanges entre responsables des membres du groupement et de créer un effet réseau. Qui plus est, un groupement d'employeurs peut apporter à ses membres une aide ou des conseils en matière d'emploi ou de gestion des ressources humaines (recrutement, organisation du travail, gestion prévisionnelles des emplois et des compétences etc.). L'adhésion à un groupement d'employeurs est modeste, elle s'élève en moyenne à 100 euros par an.
Le groupement d'employeurs est présenté comme un instrument de « déprécarisation » de l’emploi. Le salarié d'un groupement d'employeurs dispose d'un contrat de travail unique, il se préserve ainsi des risques liés à la pluriactivité. Il bénéficie d'un emploi sécurisé, acquiert des compétences variées et développe sa capacité d'adaptation grâce aux expériences accumulées au sein des différentes structures adhérentes au groupement.
Ce mode de fonctionnement est aussi porteur de valeurs : le groupement d'employeur remplit une fonction d'innovateur social à travers l'accompagnement des salariés et des entreprises. En tant que médiateur, il anticipe les conflits et s'assure du bon déroulement des relations contractuelles.

## Limite du modèle social des G.E.
Les travailleurs employés des groupements d'employeurs ne bénéficient pas de certaines prestations ou obligations des employeurs "habituels" : formation professionnelle, comité d'entreprise, les primes sont inférieures, pas de participation ou d'intéressement.
Par ailleurs, le statut associatif du GE ne permet pas certaines procédures qui auraient été possibles dans le cas d'une agence d'intérim déclarée comme société commerciale conventionnelle. Exemple : il est interdit d’embaucher un intérimaire pour un emploi lié à l’activité normale et permanente de l’entreprise. Dans certains cas, le travailleur lésé peut même voir son job requalifié en CDI par les Prud’hommes. Pas de risques de ce genre avec un salarié de GE. Le groupe lyonnais D2L (Guilhem Dufaure de Lajarte), spécialisé dans « le conseil pour les affaires et autres conseils de gestion », prospère en travaillant avec des GE.

## Le cadre juridique

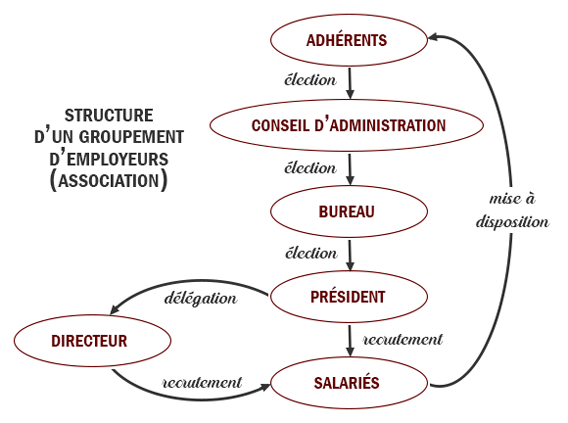
Structure d'un groupement d'employeurs constitué sous la forme d'une association (98% des groupements sont dans cette situation)

Les groupements d’employeurs ont été institués par la loi du 25 juillet 1985 afin de sécuriser des pratiques existantes dans le secteur agricole où le partage de personnels entre exploitants s'organisait de manière informelle. Cette loi réservait initialement les groupements d'employeurs aux personnes physiques ou morales entrant dans le champ d'application d'une même convention collective et n'employant pas plus de 10 salariés. Par ailleurs, une personne physique ou morale ne pouvait adhérer qu’à un seul groupement.
Le seuil d'effectif a été relevé à 100 salariés en 1987 puis à 300 en 1993. La loi quinquennale pour l’emploi du 20 décembre 1993 autorisa également l'adhésion à 2 groupements d'employeurs ainsi que l'association d'entreprises relevant de conventions collectives différentes (groupements d'employeurs multisectoriels).
Le 20 mai 1994, une circulaire ministérielle invite les groupements d'employeurs à privilégier les contrats à durée indéterminée et définit les objectifs auxquels doit répondre un groupement d’employeurs. Ainsi, le dispositif est censé s’adresser aux situations suivantes : la saisonnalité, le partage à temps partiel d’un salarié qualifié, le renfort ponctuel de main-d’œuvre, la transformation d’emplois précaires en emplois permanents et le maintien de la permanence de l’emploi d’un salarié sur plusieurs entreprises.
La loi du 19 janvier 2000 abandonne finalement toute contrainte d'effectif. Les entreprises de plus de 300 salariés ont toutefois l'obligation de conclure un accord collectif définissant les garanties accordées aux salariés. L'obligation de conclure un tel accord est supprimée par la loi du 28 juillet 2011. En outre, celle-ci autorise les entreprises à adhérer à plus de deux groupements d'employeurs.
Depuis la loi du 2 août 2005, un groupement d'employeurs peut se constituer sous la forme d'une société coopérative. La société coopérative relève des entreprises à but social. Afin de respecter le principe selon lequel un groupement d'employeurs doit réaliser des opérations à but exclusivement non-lucratif, le décret du 7 septembre 2007 précise que les moyens de toute nature qui lui sont affectés doivent être identifiés et la comptabilité afférente à ses opérations doit être séparée.
La loi du 2 août 2016 a ouvert la possibilité pour les groupements d'employeurs de bénéficier des aides publiques en matière d'emploi et de formation professionnelle dont auraient profité ses adhérents s'ils avaient embauché directement les salariés du groupement.

## En Belgique
En Belgique, les groupements d'employeurs ont été institués par la loi du 12 août 2000, modifiée pour la dernière fois par la Loi du 5 mars 2017. La formule est moins courante qu'en France, mais a connu des développements intéressants depuis 2014.
Un groupement d'employeurs doit avoir la forme juridique d'une Association Sans But Lucratif (ou d'un Groupement d'Intérêt Economique). Le groupement engage les travailleurs sous contrat de travail pour les mettre à disposition de ses entreprises-membres. A ce titre, il peut prendre en charge la recherche, la sélection et le testing  de candidats pour compte de ses membres, conclut le contrat de travail, administre et rémunère le travailleur en fonction de ses prestations. Les dispositions en matière de sécurité et d'hygiène, les horaires de travail et les conditions salariales  sont ceux en vigueur dans l'entreprise-membre. 
Plusieurs groupements d'employeurs sont actifs dans le partage de ressources entre quelques employeurs (graphistes, personnel agricole, web designers...) L'ASBL 123cdi est, depuis 2014, le plus gros groupement d'Employeurs belge et a pour mission d'aider des demandeurs d'emploi et des travailleurs à trouver l'emploi de leurs rêves par la voie de la mise à disposition au sein de ses 99 entreprises-membres.
Pour les entreprises-membres, outre la sélection, la simplification administrative et la flexibilité, la mise à disposition par le Groupement d'Employeurs présente l'intérêt de fidéliser le personnel mis à disposition (contrat de travail au lieu de l'intérim) 

## Les groupements d'employeurs particuliers
Afin de développer le dispositif, la loi a mis en place des groupements d'employeurs particuliers : les groupements d'employeurs composés d'adhérents de droit privé et de collectivités territoriales et les groupements d'employeurs dont l'objet principal est le remplacement des chefs d'entreprise.
Les groupements d'employeurs pour l'insertion et la qualification ont été consacrés définitivement en tant que catégorie juridique autonome par la loi du 5 mai 2014 et un décret en date du 17 août 2015. Ils sont donc soumis à des règles distinctes de l'ensemble des groupements d'employeurs.

### Les groupements d'employeurs composés d'adhérents de droit privé et de collectivités territoriales
La loi du 23 février 2005 a autorisé, sous certaines conditions, les collectivités territoriales et leurs établissements publics à adhérer à des groupements d’employeurs. Il s'agit d'une nouvelle exception permettant l'application du droit commun du travail au sein des collectivités territoriales. Les groupements qui en résultent sont dits « mixtes » et font l'objet d'un régime spécial.
Les collectivités territoriales et leurs établissements publics ne peuvent constituer plus de la moitié des membres d'un groupement d'employeurs. Le groupement peut prévoir des modalités de responsabilité spécifiques pour cette catégorie d'adhérents.
Depuis 2011, les salariés d'un groupement d'employeurs mis à disposition d'une collectivité territoriale ou d'un établissement public peuvent accomplir tous les types de tâches et non plus exclusivement ceux exercés dans le cadre d’un service public industriel et commercial, environnemental ou de l’entretien des espaces verts ou des espaces publics. En revanche, les tâches confiées aux salariés du groupement mis à disposition d'une collectivité territoriale ne peuvent constituer l'activité principale du groupement.
Initialement, le temps consacré par chaque salarié du groupement aux travaux pour le compte des collectivités territoriales adhérentes devait être inférieur à un mi-temps. Cette condition a été assouplie : depuis 2016, le temps consacré par chaque salarié aux tâches effectuées pour le compte des collectivités territoriales adhérentes ne peut excéder, sur l'année civile, les trois quarts de la durée du travail contractuelle ou conventionnelle ou, à défaut, légale, calculée annuellement. En conséquence, un salarié à temps complet peut travailler jusqu'à 9 mois pour le compte d’une collectivité territoriale.
En vertu de la loi de 2005, un groupement mixte devait obligatoirement prendre la forme d'une association régie par la loi du 1er juillet 1901. Cette restriction a été supprimée en 2016 et les groupements mixtes ont ainsi été autorisés à se constituer sous la forme d'une société coopérative.
Les groupements d'employeurs sont autorisés à déduire de leur bénéfice imposable à l'impôt sur les sociétés les sommes provisionnées pour couvrir leur responsabilité solidaire pour le paiement des dettes salariales, dans la limite de 2 % du montant des rémunérations versées à leurs salariés ou de 10 000 € par exercice. La loi du 8 août 2016 a autorisé la déduction de cette réserve par les groupements d'employeurs mixtes.

### Les groupements d'employeurs pour le remplacement des chefs d'entreprise
D'abord mis en place pour les chefs d'exploitations agricoles en 1995, puis ouverts aux chefs d'entreprises de travaux forestiers en 2001, ces groupements d'employeurs particuliers ont été étendus en 2005 aux chefs d'entreprise de tous les autres secteurs d'activité et aux personnes physiques exerçant une profession libérale.
Ces groupements d'employeurs ont pour activité principale le remplacement des personnes précédemment mentionnées en cas d'empêchement temporaire résultant de maladie, d'accident, de maternité ou de décès, ou en cas d'absences temporaires liées aux congés de toute nature, au suivi d'une action de formation professionnelle ou à l'exercice d'un mandat professionnel, syndical ou électif. Cette activité doit représenter au moins 80% des heures de travail accomplies dans l'année civile par les salariés du groupement.
Les groupements d'employeurs pour le remplacement des chefs d'entreprise sont soumis à une procédure administrative d'agrément.

## Les groupements d'employeurs en chiffres

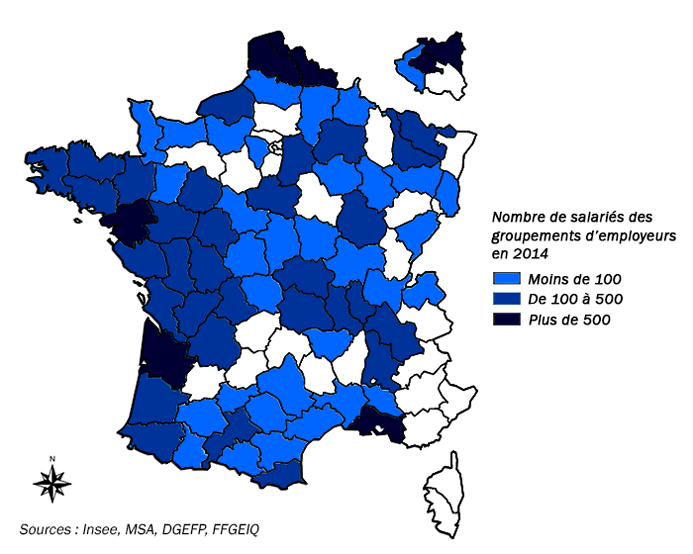
Nombre de salariés des groupements d'employeurs en 2014

Les groupements d'employeurs montrent un développement limité. 60 groupements d'employeurs sont créés tous les ans depuis 2009. En 2018, le Conseil économique, social et environnemental recense 6485 groupements d'employeurs, dont 5612 appartiennent au secteur agricole. Cela représente 41 238 salariés, dont 25 270 dans le secteur agricole. Plus des 2/3 des salariés des groupements d'employeurs disposent d'un CDI et 3/4 des emplois sont à temps complet.
Il existe une forte disparité dans le nombre d'adhérents d'un groupement d'employeurs : en moyenne 58 adhérents et un chiffre médian de 34 adhérents. 20% des groupements d'employeurs ont au moins une association parmi leurs adhérents et 5% des groupements d'employeurs comptent au moins une collectivité territoriale.
Les groupements d'employeurs sont en majorité des PME et des TPE : près de 54 % d'entre eux comprennent moins de 10 salariés. Les groupements d'employeurs de plus de 50 salariés ne représentent que 8 % de ces structures.
Des groupements d'employeurs de petite taille sont apparus récemment pour accompagner la structuration des secteurs culturels, sportifs ou associatifs. En 2016, le ministère des sports estime à 500 le nombre de groupements d'employeurs non-marchands, soient 5000 emplois.